# Čazma
Čazma este un oraș în cantonul Bjelovar-Bilogora, Croația, având o populație de 8.077 de locuitori (2011).

## Demografie
Componența etnică a orașului Čazma
     Croați (97,9%)
     Necunoscut (0,41%)
     Neclasificat (1,52%)
Componența confesională a orașului Čazma
     Catolici (93,5%)
     Fără religie și atei (2,27%)
     Ortodocși (1,5%)
     Necunoscută (1,72%)
     Alte religii (1,02%)
Conform recensământului din 2011, orașul Čazma avea 8.077 de locuitori. Din punct de vedere etnic, majoritatea locuitorilor (97,9%) erau croați. Apartenența etnică nu este cunoscută în cazul a 0,41% din locuitori. Din punct de vedere confesional, majoritatea locuitorilor (93,5%) erau catolici, existând și minorități de persoane fără religie și atei (2,27%) și ortodocși (1,5%). Pentru 1,72% din locuitori nu este cunoscută apartenența confesională.